# Marie Hall
Marie Hall (Hovinsholm, Helgøya, 10 november 1844 – aldaar, 13 juni 1920) was een Noors componiste en pianiste.
Ze werd geboren in het gezin van leden van twee in Noorwegen bekende families:  
- moeder Marthe Louise Ramm (1819-1851), dochter van zeekapitein Georg Eilert Ramm (1786-1862) en Karen Gunhild Irgens (1795-1885)
- vader Tolle Peder Hoel, zoon van militair en politicus Jacob Hoel (1775-1847) en zijn nicht Ane Marie Tollesen (1784-1859); Jacob Hoel had de boerderij Hovinsholm gekocht.

Ane Marie Hoel, ook wel Anne Marie Hoel werd vernoemd naar haar grootmoeder van vaders kant. Om verwarring te voorkomen, ze leefden in dezelfde boerderij, kreeg ze roepnaam Marie mee. Ze kreeg haar opleiding aan een meisjesschool in Oslo en leerde het pianospelen van Erika Nissen en Halfdan Kjerulf. Ze wilde echter niet alleen pianospelen, maar ook componeren. Een jonge Edvard Grieg was overtuigd van haar kwaliteiten als componiste, in een klimaat dat (nog) echt geschikt was als vrouw in de muziek. Hij nodigde haar uit om lessen te nemen in Weimar en eventueel Italië, maar er zijn geen bewijzen dat ze ook daadwerkelijk gegaan is. Wel is bekend dat ze lessen volgde in Kopenhagen.
Anne Marie Hoel huwde op 13 februari 1883 met koopman Karl Hall. Zij, dan wonend in het huis Heimen in Tromsø, bevond zich ver van de muzikale centra van Noorwegen, Bergen en Oslo, toen Christiania. Toch bracht Brødrene Hals rond 1888 haar Bølgespil (Salon pianostykke) uit. Ook van haar is Hedmarkens rose. Die konden uitgevoerd worden in haar huis, want dat was met twee muziekliefhebbers een soort cultureel centrum van het noorden. Karl Julius Hall ging echter vreemd en verwekte in 1902 een kind bij een andere vrouw. De echtscheiding vond plaats in 1904. Ane Marie ging terug naar haar geboorteplaats en reisde nog wel regelmatig naar Oslo. Ze stierf waar ze geboren was op boerderij Hovinsholm op het eiland Helgøya nabij Hamar. Onder haar eigen naam A. Hoel verscheen Fire danse for 1 violin (Marie-Vals; Anna-Polka; Damernes Rheinlænder; Louise-Vals) bij Brødrene Hals.